# Susanne Schürmann
Susanne Schürmann ist eine deutsche Verlagslektorin, Schriftstellerin und Übersetzerin.

## Leben
Susanne Schürmann absolvierte ein Studium der Germanistik und Romanistik an der Freien Universität Berlin, das sie mit dem Staatsexamen abschloss. Danach war sie als Referendarin im Schuldienst für die Sekundarstufe II tätig. Sie wechselte in die Verlagsbranche, wo sie als freie Mitarbeiterin für diverse Verlage tätig war. Seit 1990 ist sie Lektorin im Hamburger Carlsen-Verlag und betreut dort das Kinder- und Jugendbuchprogramm.
Susanne Schürmann ist Verfasserin von Texten zu Sachbilderbüchern, daneben übersetzt sie Kinderbücher aus dem Englischen und Französischen ins Deutsche.

## Werke
- Ich hab einen Freund, der ist Feuerwehrmann, Hamburg 1992 (zusammen mit Ralf Butschkow)
- Ich hab einen Freund, der ist Tankwart, Hamburg 1992 (zusammen mit Ralf Butschkow)
- Eine neue Weihnachtsgeschichte, Hamburg 1992 (zusammen mit Hans Wilhelm)
- Das Zahnputzfest am Nil, Hamburg 1992 (zusammen mit Dietrich Lange)
- Der Zahnbürstenklau am Nil, Hamburg 1993 (zusammen mit Dietrich Lange)
- Ich hab einen Freund, der ist Müllmann, Hamburg 1993 (zusammen mit Ralf Butschkow)
- Ich hab einen Freund, der ist Pilot, Hamburg 1993 (zusammen mit Ralf Butschkow)
- Ich hab eine Freundin, die ist Tierärztin, Hamburg 1994 (zusammen mit Ralf Butschkow)
- Ich hab einen Freund, der ist Lokführer, Hamburg 1995 (zusammen mit Ralf Butschkow)
- Die Zahnputzschule am Nil, Hamburg 1995 (zusammen mit Dietrich Lange)
- Ich hab einen Freund, der ist Kapitän, Hamburg 1996 (zusammen mit Ralf Butschkow)
- Ich hab einen Freund, der ist Lastwagenfahrer, Hamburg 1996 (zusammen mit Ralf Butschkow)
- Ich hab Freunde, die sind Biobauern, Hamburg 1996 (zusammen mit Ralf Butschkow)
- Die Zahnputzuhr am Nil, Hamburg 1996 (zusammen mit Dietrich Lange)
- Ich hab einen Freund, der ist Bauarbeiter, Hamburg 1997 (zusammen mit Ralf Butschkow)
- Ich hab eine Freundin, die ist Schauspielerin, Hamburg 1997 (zusammen mit Kristin Labuch)
- Ich hab Freunde, die sind Bauern, Hamburg 1998 (zusammen mit Ralf Butschkow)

## Herausgeberschaft
- Das große Buch für Lesemäuse, Hamburg 2007
- Christa Holtei: Nanuk, der kleine Eisbär, Hamburg 2007
- Christa Holtei: Ein Tag in der Steinzeit, Hamburg 2007
- Simone Nettingsmeier: Tim Borowski, der Fußballprofi, Hamburg 2007
- Hanna Sörensen: Alles, was dein Pony braucht, Hamburg 2007
- Hanna Sörensen: Der erste Ausritt, Hamburg 2007
- Hanna Sörensen: Mein erstes Reiterlexikon, Hamburg 2007
- Christian Tielmann: Max geht nicht mit Fremden mit, Hamburg 2007
- Monika Wittmann: Große Fahrzeuge auf der Baustelle, Hamburg 2007
- Barbara Barkhausen: Finn und Alexander gehen segeln, Hamburg 2008
- Sabine Choinski: Molli, das kleine Schaf, Hamburg 2008
- Christa Holtei: Ein Tag im alten Ägypten, Hamburg 2008
- Liane Schneider: Conni hat Geburtstag!, Hamburg 2008
- Madame de Sévigné. Briefe an die Tochter. Mülheim an der Ruhr 2020

## Übersetzungen
- Lynn Breeze: Heut geh ich im Regen spazieren, Hamburg 1992
- Jean de Brunhoff: Babar baut eine Stadt, Hamburg 1991
- Jean de Brunhoff: Babar bekommt einen Schreck, Hamburg 1991
- Jean de Brunhoff: Babar feiert ein Fest, Hamburg 1991
- Jean de Brunhoff: Babar kommt auf die Welt, Hamburg 1991
- Jean de Brunhoff: Babar macht eine Reise, Hamburg 1991
- Jean de Brunhoff: Babar und das Krokodil, Hamburg 1991
- Jean de Brunhoff: Babar verliebt sich, Hamburg 1991
- Jean de Brunhoff: Babar wird Vater, Hamburg 1991
- Donna Bryant: Heut geh ich auf den Bauernhof, Hamburg 1992
- Donna Bryant: Heut geh ich Schuhe kaufen, Hamburg 1992
- Donna Bryant: Heut geh ich zu meiner Oma, Hamburg 1992
- Anne Marie Constant: Mäusezirkus, Hamburg 1991
- Linda Hayward: Ätsch! Reingefallen!, Hamburg 1997
- Kathy Henderson: Babys, Babys, Hamburg 1992
- Debbie MacKinnon: Ich kenn die Formen ganz genau, Hamburg 1992
- Debbie MacKinnon: Ich kenn die Zahlen ganz genau, Hamburg 1992
- Michael Ratnett: Harry Hase und die gruselige Gutenachtgeschichte, Hamburg 1991
- Madame de Sévigné. Briefe an die Tochter. Mülheim an der Ruhr 2020